# Atentado a la Bolsa de Valores de Yakarta
El atentado a la Bolsa de Valores de Yakarta fue un ataque terrorista realizado el 13 de septiembre de 2000 a la Bolsa de Yakarta, en Indonesia.
Un coche bomba estalló en el sótano del edificio, provocando que varios automóviles explotaran en cadena. La mayor parte de las víctimas fueron choferes que se hallaban esperando dentro de los coches de sus empleadores. Varios de los muertos se habían refugiado dentro de los vehículos, pero murieron sofocados por el humo que envolvió todos los niveles del sótano.

## Investigación
En agosto de 2001, un tribunal indonesio sentenció a 20 años de cárcel a dos hombres acusados de ser los autores ideológicos del atentado. Ambos condenados habían sido miembros destacados de una unidad de operaciones especiales indonesia: Kopassus. La fiscalía exigió la pena de muerte para Teuku Ismuhadi Jafar y su cómplice, Nuryadin, quien escapó de la detención en julio de 2001 pero fue sentenciado en ausencia por el Tribunal de Yakarta Meridional.
El tribunal desestimó la petición de sentencia de muerte para Jafar señalando que, pese a haber ordenado el atentado, no había participado activamente en el delito llevado a cabo en el centro de Yakarta.